# 馬斯 (瓦萊州)
馬斯（法語：Mase，法語發音：[maz]）是瑞士瓦莱州的一个旧市镇，位於該國南部，面積11.1平方公里，海拔高度1,301米，2002年人口215，八成半人口信奉羅馬天主教，人口密度每平方公里19人。

## 外部連結
- Official website （页面存档备份，存于） （法文）
- Mont Noble Tourism （页面存档备份，存于）